# Золотой петух и курица
«Золотой петух и курица» — роспись на вертикальном свитке авторства неизвестного корейского художника, созданная в XIX веке во времена правления династии Чосон. Работа создана при помощи туши, красок и бумаги. Вместе с декоративными элементами высота произведения составляет 200,7 сантиметра, ширина — 62,7 сантиметра. Работа представляет собой пример развития популярной темы, адаптированной из китайской живописи — «цветы и птицы». Также она содержит в себе мифологические символы бессмертия: солнце, горы, облака, сосны, журавли, черепахи, олени и грибы. В центре композиции расположены петух и курица, сидящие на дереве павловния и скале соответственно. Они символизируют богатство и будущее. Произведение находится в собрании Метрополитен-музея в Нью-Йорке.

## Информация о картине
Со времён Античности петух является священным животным в некоторых культурах, что глубоко укоренилось в различных религиозных верованиях и поклонениях. Петух является одним из важных и традиционных символов в китайской культуре и искусстве и входит в 12 знаков китайского гороскопа (корейский зодиак почти идентичен китайскому зодиаку). Древние китайцы полагали, что петух являлся символом высокой морали и обладателем лучших качеств личности. Эти верования относились и к жителям соседних азиатских стран. Во времена правления династии Чосон в корейской живописи и культуре стали появляться символические животные, обладавшие положительными и благоприятными характеристиками в китайской мифологии — тигр, дракон, журавль, олень и другие. Свиток «Золотой петух и курица» создавался в начале XIX века. Из-за отсутствия официальных документов и записей имя автора росписи и дата её создания остались неизвестными. Центром композиции свитка являются петух и курица, выполненные в золотой и красной гамме. Петух сидит на стволе дерева павловния под солнцем и облаками. Ниже, на скале с растущими грибами бессмертия, находится курица. Эта пара птиц может быть аллюзией на мифологический образ золотого фазана (который, несмотря на название, имеет красноватое тело с жёлтым гребнем), символизирующего удачу.
В 1919 году свиток «Золотой петух и курица» был передан в дар Метрополитен-музею фондом Роджерса. Произведение экспонировалось на выставках в Нью-Йорке, Нью-Орлеане, Гонолулу, Сан-Франциско, Лос-Анджелесе и Талсе.